# 黎廣德
黎廣德（Albert Lai Kwong-tak），公共專業聯盟創會主席及現任政策召集人，長春社前任主席及現任理事，公民黨創黨黨員及創黨副主席，香港可持續發展公民議會及香港無國界工程師創會主席。

## 生平
中學就讀香港九龍華仁書院，活躍於工程界及環保運動達三十多年。他於2002年擔任香港非政府組織代表團團長，率團前往南非參加聯合國可持續發展首腦高峯會，此後在倡議落實可持續發展策略方面擔當領導角色，並於2007及2009年率領香港民間代表團參加在峇里及哥本哈根舉行的聯合國氣候變化大會。他在多個公民社會界別致力推動新議程，包括低碳經濟、環境保護、城市規劃、文化古蹟保育、土地和基建發展等議題。

## 政治及社會工作參與
黎廣德的專業是特許工程師，從1980年起在香港、中國大陸、英國和澳洲從事不同類型的工程設計、管理及顧問工作。他於1996年與國際投資者聯手創立匯津中國有限公司，並在公司創立後首八年擔任總裁，從事內地水務基建投資業務。他現任低碳亞洲有限公司總裁，推動低碳經濟和企業低碳管理。
黎廣德先生於1980年在香港大學取得工程學士學位，及於1984年取得社會科學（都市研究）碩士學位。
2008年香港立法會選舉，黎廣德代表公民黨出選功能組別工程界議員，但最後以193票之差敗給何鍾泰。2012年香港立法會選舉，黎廣德以公共專業聯盟身份參選立法會功能組別工程界議員，雖然得票比何鍾泰高327票，但以859票之差敗於獲得工程界普遍支持的盧偉國。
2009年香港高鐵爭議當中，他聯同公共專業聯盟其他成員提出錦上路總站方案，雖政府拒絕深入研究，但在民間引發廣泛討論。至2010年初，根據香港大學民意調查計劃所做的民意調查顯示，47％市民支持興建高鐵，但反對興建或要求擱置撥款的市民亦有45%，兩者人數相若，顯示社會大眾對高鐵的取態分歧。政府大力動員建制派和社團的支持，結果立法會在2010年1月16日通過撥款議案。

## 公職及公共服務
- 【特區行政長官選舉委員會】工程界委員(自2006年起)
- 【公共專業聯盟】創會主席 (2007年至2011年) , 政策召集人(2011年起)
- 【香港可持續發展公民議會】創會主席 (2003 年 至 2008年)；理事 (自2008年)
- 【長春社】主席 (2000年 至 2004年)；理事 (自2005年)
- 【公民黨】創黨副主席 (2006年至2012年7月)
- 【無國界工程師】召集人及創會主席 (2008年至2010年)
- 【香港社會服務聯會】政策研究及倡議委員會副主席(自2004年)及執委會委員 (2007年至2009年)
- 【長春社文化古蹟資源中心】創會主席 (2004年至 2006年)；理事 (自2007年)
- 【香港核心價值宣言】三位發起人之一(2004年)
- 【香港特區政府可持續發展委員會策略工作小組】成員(2003年-2009年)
- 【香港特區政府策略發展委員會】成員 ( 2005年至 2007年)
- 【阿姆斯特丹全球報告動力持份者議會】成員 (2004年至 2007年)
- 【香港樂施會】政策及公眾教育委員會委員 (2006年至 2007年)
- 【西九民間評審聯席會議】核心成員 (2004年至2009年)
- 【想創維港】召集人 (2004年至 2007年)
- 【香港大學監理會】成員 (2004年至 2005年)
- 【香港大學畢業生議會】常務委員 (2002 年至 2005年)

## 港珠澳大橋環評報告司法覆核事件
2011年，香港特區政府在港珠澳大橋環評報告司法覆核案敗訴後，黎廣德在《明報》發表文章，認為「港珠澳大橋判決令700萬人受惠」，其後有他人在《文匯報》發表文章《來論：「700萬人受害」怎能說成「700萬人受惠」？》反駁黎。
有專家估計，若需重做環評，涉及工程漲價至少30%至40%，使本港涉及分攤的大橋主體工程費上漲91.1億港元，更嚴重的是阻礙本港與珠三角融合的進度，影響本港落實「十二五」規劃。

## 外部連結
- 黎廣德個人網誌（页面存档备份，存于）
- 黎廣德個人Facebook（页面存档备份，存于）
- 黎廣德個人Googe+（页面存档备份，存于）

| 政黨職務    | 政黨職務                       | 政黨職務      |
| ----------- | ------------------------------ | ------------- |
| 前任： 首任 | 公民黨副主席（外務） 2006-2012 | 繼任： 陳淑莊 |